# Oliver Alfonsi
Oliver Alfonsi (3 giugno 2003) è un calciatore svedese, centrocampista del Varberg.

## Carriera

### Club
Cresciuto nel settore giovanile del Varberg, ha esordito in prima squadra il 4 luglio 2021, disputando l'incontro di Allsvenskan pareggiato per 1-1 contro il Kalmar. Realizza la sua prima rete in campionato il 26 luglio successivo, nella vittoria per 2-0 sull'IFK Göteborg.

### Nazionale
Nel 2021 ha giocato una partita con la nazionale svedese Under-19.

## Statistiche

### Presenze e reti nei club
Statistiche aggiornate al 10 luglio 2022.
| Stagione        | Squadra         | Campionato      | Campionato | Campionato | Coppe nazionali | Coppe nazionali | Coppe nazionali | Coppe continentali | Coppe continentali | Coppe continentali | Altre coppe | Altre coppe | Altre coppe | Totale | Totale |
| Stagione        | Squadra         | Comp            | Pres       | Reti       | Comp            | Pres            | Reti            | Comp               | Pres               | Reti               | Comp        | Pres        | Reti        | Pres   | Reti   |
| --------------- | --------------- | --------------- | ---------- | ---------- | --------------- | --------------- | --------------- | ------------------ | ------------------ | ------------------ | ----------- | ----------- | ----------- | ------ | ------ |
| 2021            | Varberg         | A               | 15         | 1          |                 | -               | -               |                    | -                  | -                  |             | -           | -           | 15     | 1      |
| 2022            | Varberg         | A               | 10         | 1          | CS              | 3               | 0               |                    | -                  | -                  |             | -           | -           | 13     | 1      |
| Totale carriera | Totale carriera | Totale carriera | 25         | 2          |                 | 3               | 0               |                    | -                  | -                  |             | -           | -           | 28     | 2      |